# Orchis provincialis
Orchis provincialis es una orquídea de hábito terrestre que se distribuye por Europa mediterránea, y noroeste de África.

## Descripción
Las hojas son oblongas con una longitud de 8 cm generalmente con manchas más o menos uniformes de color purpureo marrón oscuro. También presenta brácteas foliares (1 a 2)que envuelven el tallo en la mayor parte de su longitud. Las hojas crecen desde los nódulos subterráneos que tienen un tamaño máximo de 6 cm y son elipsoides.

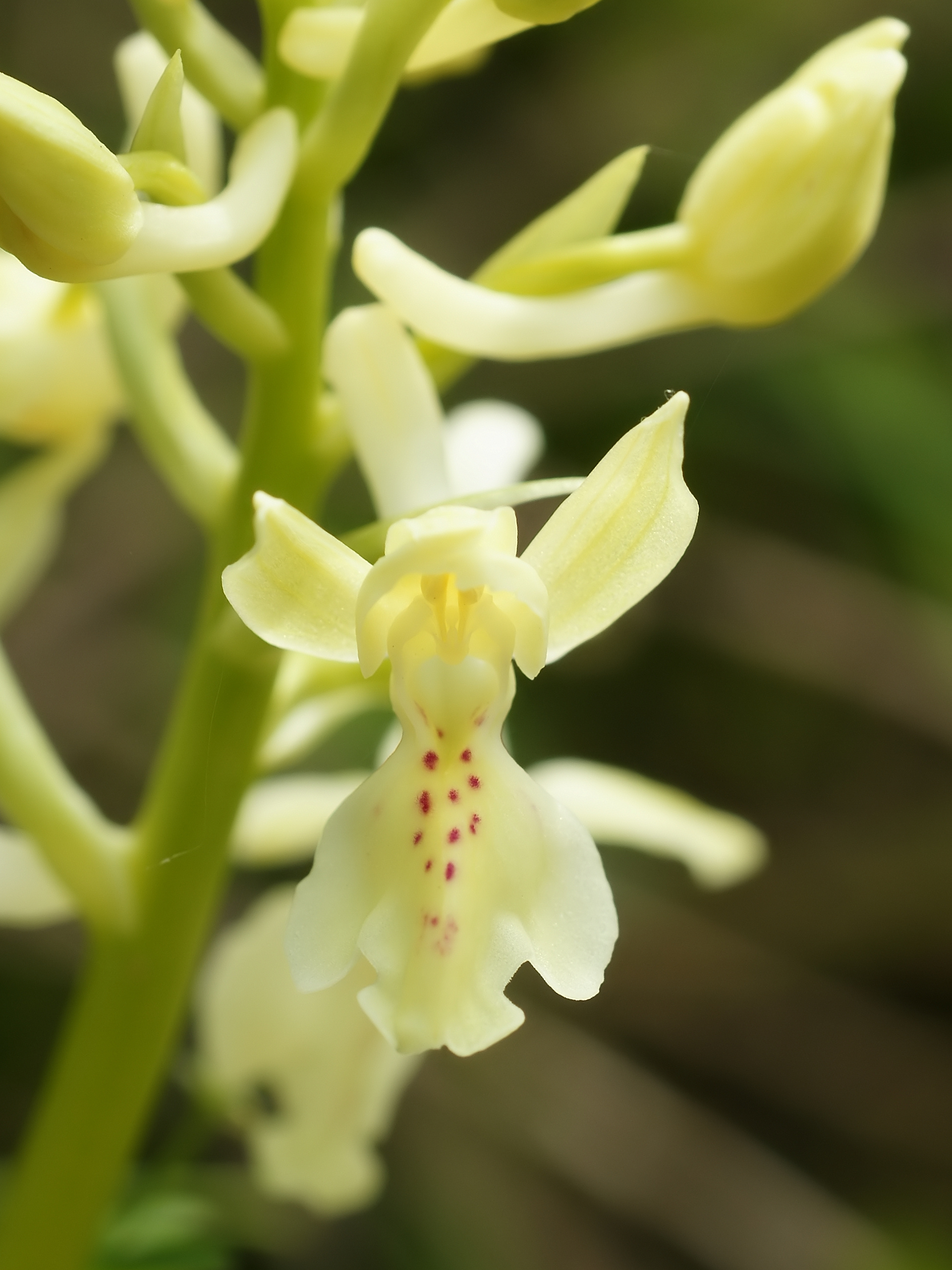

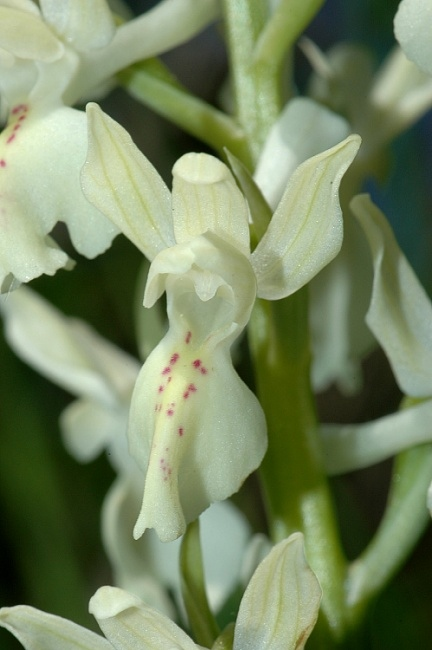

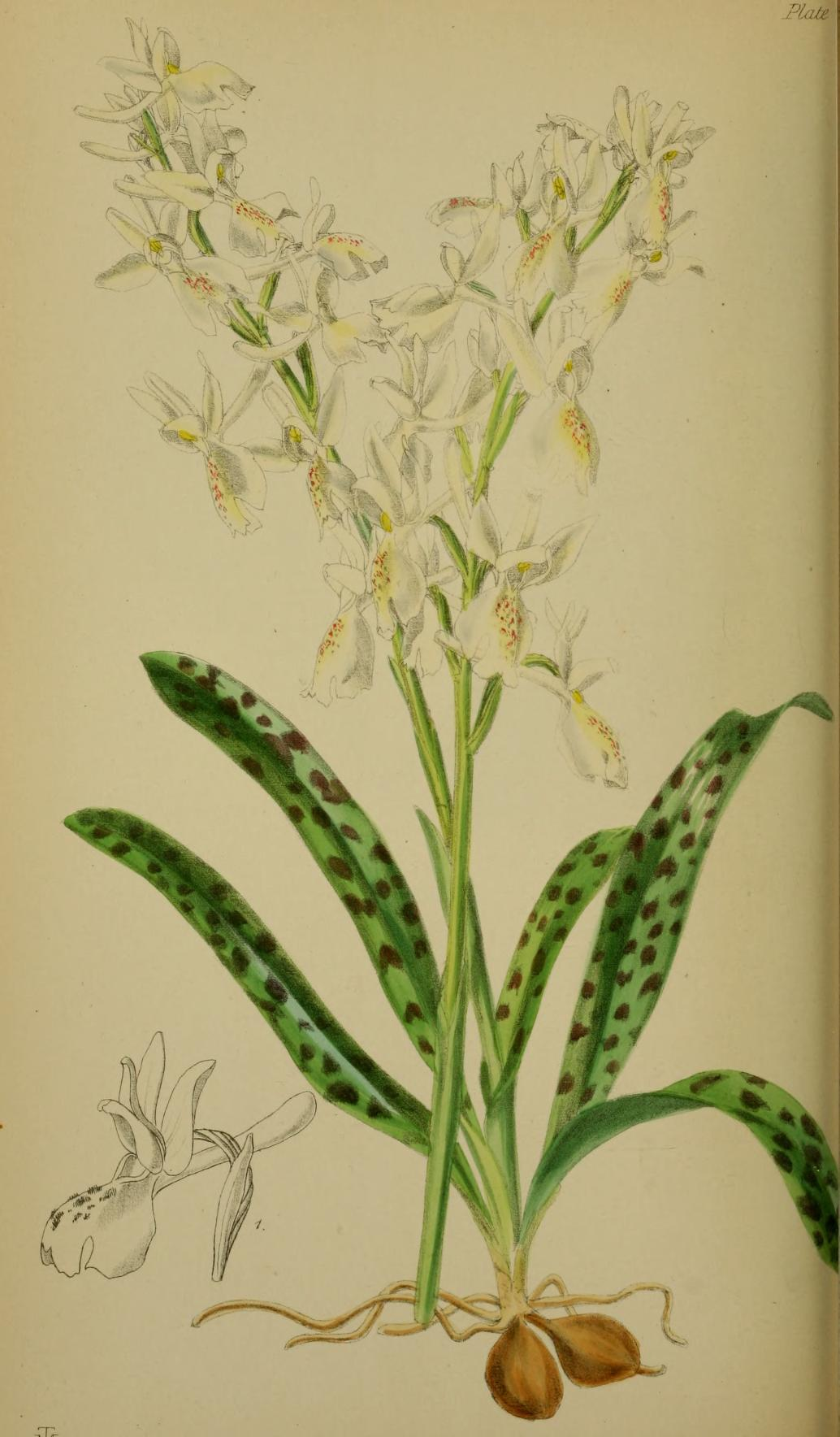
Ilustración

El tallo de la inflorescencia que es erecta en espiga con forma oblonga, sale de la roseta basal de 5 a 10 hojas oblongo lanceoladas que a veces están moteadas de puntos púrpura marronáceos. El tallo de 7,5 a 12,5 cm de longitud.

Presenta una floración en forma oblonga con flores pequeñas (8 a 12) . De los tres sépalos los dos laterales son iguales en tamaño de color amarillo pálido con nervaduras de color amarillo pálido algo más intenso convergentes en el ápice estando sueltos, quedando los sépalos arqueados lateralmente para divergir los ápices erguidos hacia arriba, por encima de la columna sin cubrirla se encuentra el tercer sépalo. El sépalo central es ligeramente más pequeño que los laterales, este del mismo color amarillo pálido se sitúa justo encima de dos pétalos que están solapados lateralmente formando una gorra que cubre la columna.

El labelo sobresale debajo del casco 3/4 partes es de mismo color que sépalos y pétalos. El labelo de forma trapezoidal presenta tres lóbulos ( formados por dos pequeñas identaciones) el central ligeramente más ancho que los dos lóbulos que hay uno a cada lado que están ligeramente arqueados hacia adentro y el central abombado hacia arriba. El labelo en la mitad central superior tiene un color amarillo más intenso que el resto con dos hileras de motas color púrpura. Tiene además un espolón fino y alargado que sale de la parte de atrás de la base de los sépalos, arqueado hacia arriba de longitud algo menor que la total de la flor, del mismo color amarillo pálido.

Floreciendo desde marzo hasta junio. El color puede variar desde blanquecino a diferentes tonos de rosa y púrpura en algunas variedades.

## Hábitat
Se desarrolla en pinares abiertos, matorrales, prados y terrenos de tendencia ácida, a la luz solar directa o media sombra. Asciende hasta los 1300 m. Se encuentran en España, Francia, Suiza, Austria hasta Turquía y la península de Crimea, también se encuentra en el Noroeste de África.

## Taxonomía
Orchis provincialis fue descrita por Balb. ex Lam. & DC.  y publicado en Syn. Pl. Fl. Gall.: 169 (1806)
Etimología
Estas  orquídeas reciben su nombre del griego όρχις "orchis", que significa testículo, por la apariencia de los tubérculos subterráneos en algunas especies terrestres. La palabra 'orchis' la usó por primera vez  Teofrasto (371/372 - 287/286 a. C.), en su libro  "De historia plantarum" (La historia natural de las plantas). Fue discípulo de Aristóteles y está considerado como el padre de la Botánica y de la Ecología.
provincialis: epíteto geográfico que alude a su localización en "Provence" (Provenza), región de Francia donde fue colectada y descrita por primera vez.
Sinonimia
- Orchis cyrilli Ten. 1820
- Orchis laeta Steinh. 1838
- Orchis leucostachys Griseb. 1840
- Orchis mascula Alsch. 1832
- Orchis olbiensis Ardoino ex Moggr. 1864
- Orchis pallens Savi
- Orchis provincialis var. laeta (Steinh.) Maire & Weiller 1959
- Orchis pseudopallens Tod. 1842[2]